# Gontran pompier
Gontran pompier è un cortometraggio del 1905 diretto da Lucien Nonguet.